# Claudia Felicitas av Tyrolen
Claudia Felicitas av Tyrolen, född 30 maj 1653, död 8 april 1676; var en tysk-romersk kejsarinna, dotter till ärkehertig Ferdinand Karl av Tyrolen och Anna de Medici samt gift i Graz 10 oktober 1673 med sin kusin Leopold I.

## Biografi
Claudia Felicitas beskrivs som musikaliskt begåvad och både sjöng och komponerade musik; hon var också intresserad av jakt och beskrivs som en skicklig jägare. Äktenskapet hade förespråkats av ministerpresident prins Wenzel Eusebius av Lobkowicz, som dock också hade sagt att hon inte var vacker. 
Claudia Felicitas lyckades genomdriva att både Lobkowicz och hennes svärmor fick lämna hovet efter vigseln. Relationen mellan henne och Leopold beskrivs som lycklig. Hon ska också ha administrerat hovet på ett ovanligt skickligt sätt under sin tid som kejsarinna.
Under hennes graviditet 1674 utgavs den första dikten skriven enligt reglerna i de så kallade Rösselsprungrätsel som publicerats i Wien. Claudia Felicitas lät 1674 komponera en opera som hon uppförde vid hovet. Temat för operan var att påvisa de administrativa missförhållandena inom hovstaten för Leopold, och hennes inflytande på monarken blev snart föremål för oro vid hovet. Hon avled i lungtuberkulos. 

## Barn
1. Anna Maria Sophia (född och död 1674)
2. Maria Josepha (1675–1676)

## Eftermäle
Claudia Felicitas är föremål för romanen Kaiserin Claudia, Prinzessin von Tirol av Luise Mühlbach (1867).